# Hans Lindstedt (riksdagsman för Norrköping)
Hans Lindstedt, född på 1600-talet, död 1754, var en svensk handlande, riksdagsledamot och politiker.

## Biografi
Hans Lindstedt föddes på 1600-talet och arbetade som handlande i Norrköping. Han blev 1728 rådman i Norrköping och avled 1754.
Lindstedt var riksdagsledamot för borgarståndet i Norrköping vid riksdagen 1723.